# Pritchardia lopesi
Pritchardia lopesi là một loài ruồi trong họ Asilidae. Pritchardia lopesi được Carrera & Papavero miêu tả năm 1965. Loài này phân bố ở vùng Tân nhiệt đới.